# Сулутюбинський сільський округ
Сулутюби́нський сільський округ (каз. Сұлутөбе ауылдық округі, рос. Сулутюбинский сельский округ) — адміністративна одиниця у складі Шиєлійського району Кизилординської області Казахстану. Адміністративний центр — село Сулутюбе.
Населення — 3001 особа (2021; 3400 у 2009, 4136 у 1999, 4589 у 1989).
Станом на 1989 рік існувала Первомайська сільська рада (села Бірлестік, Майлитогай, Первомай, Сулутобе). Пізніше село Майлитогай утворило окремий Майлитогайський сільський округ. 2024 року ліквідовано селище Роз'їзд 16.

## Склад
До складу округу входять такі населені пункти:
| Населений пункт              | Колишні назви | Населення, осіб (1989) | Населення, осіб (1999) | Населення, осіб (2009) | Населення, осіб (2021) |
| ---------------------------- | ------------- | ---------------------- | ---------------------- | ---------------------- | ---------------------- |
| 1 Мамир, село                | Первомай      | 941                    | 839                    | 704                    | 538                    |
| Жаназар-батир, село          | Бірлестік     | 1156                   | 667                    | 293                    | 470                    |
| Роз'їзд 16, станційне селище | -             | -                      | 26                     | 0                      | 1                      |
| Сулутюбе, село               | Сулутобе      | 2492                   | 2604                   | 2403                   | 1992                   |